# Дисковый замок

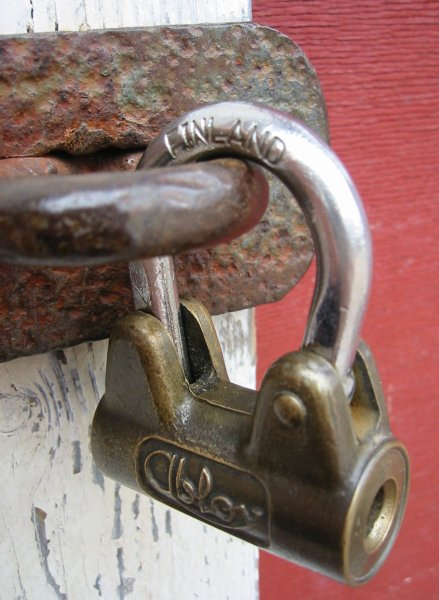
Навесной замок ABLOY с дисковым механизмом

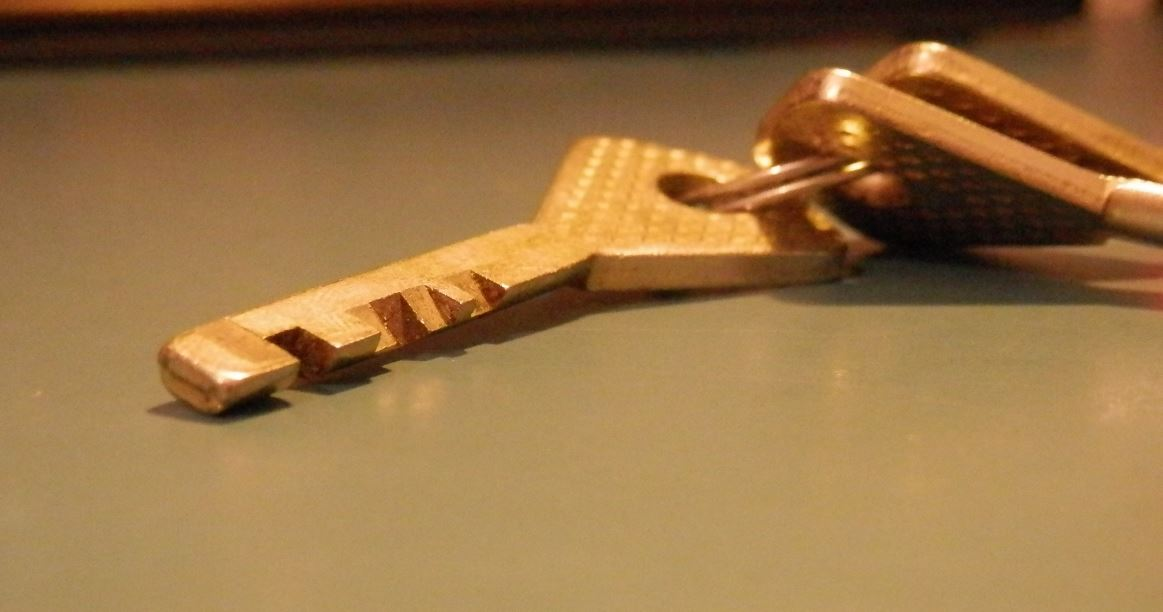
Ключи для дискового замка

Дисковый или финский замо́к или шведский замок — разновидность замка́, в котором секретная комбинация выставляется поворотом на определённые углы дисков, через которые проходит замочная скважина. Дисковый механизм разработал в 1907 году Эмиль Хенрикссон, а основным производителем его стала финская компания Abloy, благодаря чему его часто называют «Abloy», вне зависимости от производителя.

## Устройство
Дисковый замок состоит из ряда дисков, которые свободно вращаются друг относительно друга. Каждый диск имеет отверстие-скважину для ключа и прорезь для специального стержня-баланса. Блок дисков помещён в стакан, вращением которого относительно корпуса приводится в действие ригель. В исходном состоянии, или при попытке открыть замок «чужим» ключом баланс блокирует поворот стакана, так как находится в прорези корпуса, из которой ему не дают высвободиться диски. Когда в замок вставляют «свой» ключ и поворачивают его на определённый угол (обычно 90°), прорези в дисках образуют сплошную канавку, в которую и падает баланс, благодаря чему стакан может поворачиваться вместе с дисками.

## Степень надёжности
Устройство замка позволяет достичь высокой степени защиты от вскрытия с помощью отмычки. Для вскрытия таких замков требуются специальные отмычки, в особенности если у замка скважина сложной формы. Однако часто нарекания вызывает стойкость к силовому взлому, прежде всего к высверливанию.